# Nilpotent
Ne doit pas être confondu avec Groupe nilpotent.
En mathématiques, un élément x d'un anneau unitaire (ou même d'un pseudo-anneau) est dit nilpotent s'il existe un entier naturel n non nul tel que xn = 0.

## Exemples
Cette définition peut être appliquée en particulier aux matrices carrées. La matrice
est nilpotente parce que A3 = 0. On parle alors de matrice nilpotente et d'endomorphisme nilpotent.
Dans l'anneau ℤ/9ℤ, la classe de 3 est nilpotente parce que 32 est congru à 0 modulo 9.
L'anneau des coquaternions contient un cône de nilpotents.

## Propriétés
Aucun élément nilpotent n'est inversible (sauf dans l'anneau nul). Tous les éléments nilpotents non nuls sont des diviseurs de zéro.
Une matrice carrée A d'ordre n à coefficients dans un corps commutatif est nilpotente si et seulement si son polynôme caractéristique est Xn, ce qui est le cas si et seulement si An = 0.
Les éléments nilpotents d'un anneau commutatif forment un idéal, qui est le nilradical de l'anneau. 
Si x est nilpotent, alors 1 – x est inversible ; en effet, xn = 0 entraîne :
(1 – x)(1 + x + x2 + … + xn – 1) = 1 – xn = 1, et de même (1 + x + x2 + … + xn – 1)(1 – x) = 1 – xn = 1.
Ainsi 1 – x est inversible, d'inverse 1 + x + x2 + … + xn – 1.

## Anneau réduit
Un anneau sans élément nilpotent autre que 0 est dit réduit ; cette notion est importante en géométrie algébrique. L'anneau quotient d'un anneau commutatif par son nilradical est un anneau réduit.

## En physique
Un opérateur Q qui satisfait à Q2 = 0 est nilpotent. La charge BRST (en) est un exemple important en physique.